# Hrabstwo Lewis (Wirginia Zachodnia)
Hrabstwo Lewis (ang. Lewis County) – hrabstwo w stanie Wirginia Zachodnia w Stanach Zjednoczonych. Obszar całkowity hrabstwa obejmuje powierzchnię 389,75 mil² (1009,45 km²). Według szacunków United States Census Bureau w roku 2010 miało 16 372 mieszkańców.
Hrabstwo powstało w 1816 roku. 

## Miasta
- Jane Lew
- Weston[4]

| Populacja hrabstwa w poprzednich latach | Populacja hrabstwa w poprzednich latach |
| Rok                                     | Liczba ludności                         |
| --------------------------------------- | --------------------------------------- |
| 1980                                    | 18 894                                  |
| 1990                                    | 17 223                                  |
| 2000                                    | 16 919                                  |
| 2010                                    | 16 372                                  |